# スタテンアイランド・フェリーホークス
スタテンアイランド・フェリーホークス（Staten Island FerryHawks）は、プロ野球・アメリカ独立リーグのアトランティックリーグに所属する野球チーム。本拠地は、アメリカ合衆国ニューヨーク州ニューヨーク市スタテンアイランド。

## 歴史
2020年限りでMLBのニューヨーク・ヤンキース傘下ショートシーズンA級であったスタテンアイランド・ヤンキースが活動を停止し解散。本拠地球団が消滅し使われなくなったリッチモンド・カウンティ・バンク・ボールパークに新たな球団を招致するため、ニューヨーク市経済開発公社は球団拡張構想があったアトランティックリーグと協議。2021年7月24日にリッチモンド・カウンティ・バンク・ボールパークを本拠地とするアトランティックリーグの新球団が誕生することが発表された。
2021年11月に球団名を「スタテンアイランド・フェリーホークス」とすることが発表された。由来はスタテンアイランドとマンハッタン区を結ぶスタテンアイランド・フェリーと、スタテンアイランドに生息するアカオノスリやクーパーハイタカから。
2022年よりリーグ戦に参加。48勝84敗（勝率.364）で地区最下位であった。

## 主な所属選手
- フリオ・テヘラン（元：アトランタ・ブレーブス、2022）
- ルスネイ・カスティーヨ（元：東北楽天ゴールデンイーグルス、2022）
- 筒香嘉智（横浜DeNAベイスターズ、2023）
- ケルシー・ウィットモア（英語版）（リーグ初の女性選手、2022 - 2023）[6]
- パブロ・サンドバル（元：サンフランシスコ・ジャイアンツ、2024 - ）